# Peugeot 4007
De Peugeot 4007 is een SUV, verkocht door het Franse automerk Peugeot. De auto is ontwikkeld in samenwerking met Mitsubishi. Peugeot ontwierp de dieselmotor en de carrosserie, Mitsubishi de benzinemotor en het interieur. De 4007 en de C-Crosser zijn de eerste auto's van een Frans merk die in Japan geproduceerd worden.
De Peugeot 4007 wordt gekenmerkt door zijn grote radiatorrooster, de welbekende opengesperde leeuwenmuil. Dat is ook een van de belangrijkste verschillen met de Citroën C-Crosser.
De Peugeot 4007 werd onthuld op de Autosalon van Genève in 2007. De Peugeot 4007 was in eerste instantie alleen beschikbaar met een 2,2-liter HDi dieselmotor met roetfilter. Deze motor levert 115 kW (156 pk) en een koppel van 380 Nm. Later werd het palet aan motoren uitgebreid  Door een samenwerking van Peugeot met Mitsubishi, Daimler-Chrysler en Hyundai werd de PRO 2.4-liter viercilinder benzinemotor in het voorjaar van 2010 op de markt gebracht. Deze levert 125 kW(170 pk) en 232 Nm koppel.
Er waren plannen om de productie te verhuizen naar de NedCar-fabriek in Born, maar dit werd voor onbepaalde tijd uitgesteld.
In 2012 bereikte de productie een maximum van 49.000 geproduceerde exemplaren.

## Uitvoeringen
Er zijn drie uitvoeringen verschenen van de Peugeot 4007, allen met een 2,2 HDi-motor:
- SE - Het standaard model, met lichtmetalen velgen, klimaatregeling, verwarmde spiegels, en stuurbekrachtiging.
- Sport XS - De SE-uitvoering, aangevuld met leren bekleding en telefoonaansluiting.
- GT - De SE-uitvoering, aangevuld met koplampsproeiers, cd-wisselaar, verwarmde stoelen.

## Motoren

#### Benzine
| Type | Motor     | Motor     | Motor   | Vermogen | Koppel | Overbrenging | 0–100 km/h   | Topsnelheid    | Jaartal     |
| Type | Inhoud    | Cilinders | Kleppen | Vermogen | Koppel | Overbrenging | 0–100 km/h   | Topsnelheid    | Jaartal     |
| ---- | --------- | --------- | ------- | -------- | ------ | ------------ | ------------ | -------------- | ----------- |
| 2.4  | 2.360 cm³ | 4-in-lijn | 16V     | 170 pk   | 232 Nm | 5-bak / CVT  | 9,6 / 10,5 s | 190 / 189 km/h | 2007 - 2011 |

#### Diesel
| Type    | Motor     | Motor     | Motor   | Vermogen | Koppel | Overbrenging             | 0–100 km/h   | Topsnelheid    | Jaartal            |
| Type    | Inhoud    | Cilinders | Kleppen | Vermogen | Koppel | Overbrenging             | 0–100 km/h   | Topsnelheid    | Jaartal            |
| ------- | --------- | --------- | ------- | -------- | ------ | ------------------------ | ------------ | -------------- | ------------------ |
| 2.2 HDi | 2.179 cm³ | 4-in-lijn | 16V     | 156 pk   | 380 Nm | 6-bak / 6-traps automaat | 9,6 / 10,0 s | 200 / 198 km/h | 2007 / 2010 - 2011 |

In productie: 208 · e-208 · 301· 308 · 508 · 1007 · 2008 · 3008 · 5008 · Boxer · Expert · Partner

Niet meer geproduceerd: 104 · 106 · 107 · 108 · 
201 · 202 ·
203 · 204 ·
205 ·
206 · 206 CC ·
207 · 207 CC ·
301 · 302 ·
304 · 305 · 306 · 307 · 309 · 
401 · 402 · 
403 · 404 · 405 · 406 · 407 · 4007 ·
504 · 505 · 
604 · 605 · 607 · 
806 · 807 · iOn · 
J4 · J5 · J7 · J9 · Bipper ·
D3A · D4A · RCZ

Prototypes: 907 · 908 RC · 916 · Proxima · Oxia · EX1 · e-Legend

Historische modellen: Type 1 · Type 2 · Type 3 · Type 4 · Type 5